# アサザ

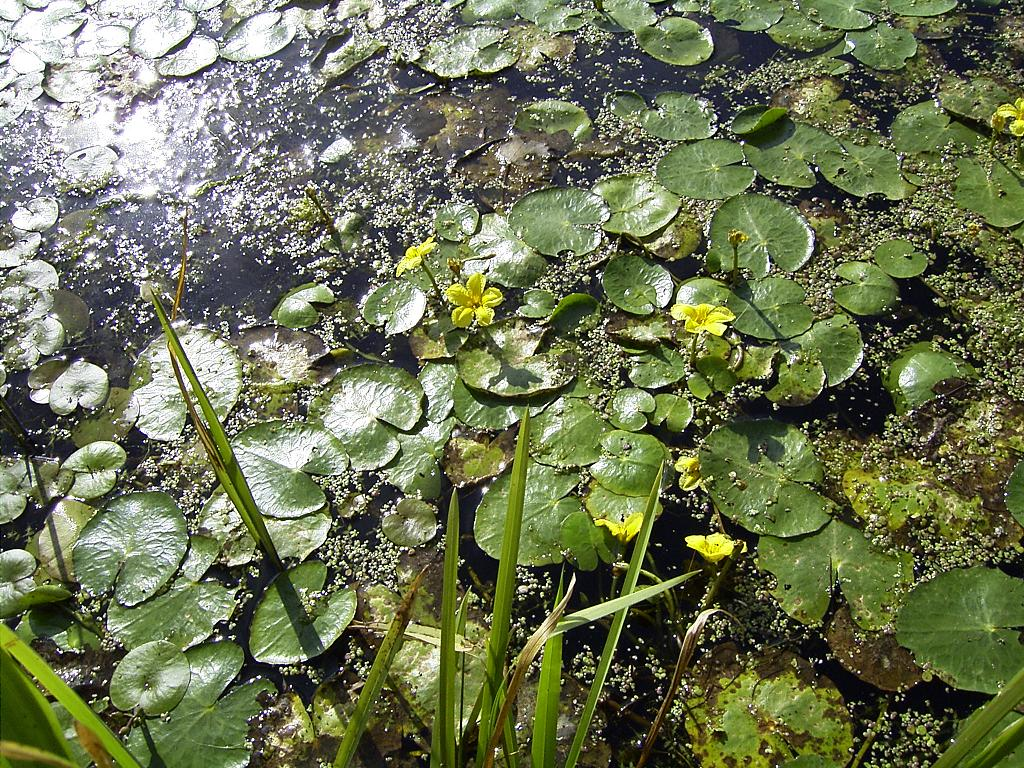
水面を覆うアサザ（小さい浮葉はウキクサの一種）

アサザ（浅沙、阿佐佐、Nymphoides peltata (S.G.Gmel.) Kuntze）はミツガシワ科アサザ属の多年草。ユーラシア大陸の温帯地域に分布し、日本では本州（青森県上北地域）から九州などに生育する。

## 特徴
浮葉性植物で、地下茎をのばして生長する。スイレンに似た切れ込みのある浮葉をつける。若葉は食用にされることもある。
夏から秋にかけて黄色の花を咲かせる。五枚ある花弁の周辺には細かい裂け目が多数ある。アサザの繁殖方法には、クローン成長と種子繁殖という2つの方法がある。成長期のアサザは、走出枝をさかんに伸ばすことで展葉面積を広げるが、同じ遺伝子からなる1個体である。また時として、走出枝が切れて（切れ藻）漂着し、そこから新たに成長することもあるが、この切れ藻は、元の個体と同じ遺伝子を持ったクローンである。
一方種子繁殖について、アサザは「異型花柱性」という独特の繁殖様式を持っている。花柱（めしべ）が長くて雄ずい（おしべ）の短い「長花柱花」と、反対に花柱が短く雄ずいが長い「短花柱花」を持つ個体が存在する。そして、異なる花型を持つ花の間で花粉がやり取りされないと正常に種子繁殖を行うことが出来ない。花から生産された種子は翌年に発芽するほか、土壌シードバンク（埋土種子）を形成して、数年間休眠することもある。
東欧では、絶滅が危惧されているが、北米などでは侵略的外来種とみなされている。

## 生育環境
水路や小河川、池に生育する。浮葉植物であることから、波浪が高い湖沼には通常、生息しない。池や水路の護岸工事や水質汚濁などにより、各地で個体群が消滅、縮小している。アサザの遺伝解析の結果、ほとんどの自生地が1つないし2つのクローンで構成され、種子を作るために必要な異なる2つの花型が生育するのは霞ヶ浦だけとなっていて、日本にわずか61個体しか残存していないことがわかったとされる。しかしながらこの研究は、霞ヶ浦以外では1カ所で1サンプルしか採取していないところがあるなどサンプリングに偏りがあることから、さらなる調査が必要である。
(上杉ほか 2009)によれば、その内20個体が霞ヶ浦に生育していて、霞ヶ浦にしか残されていない霞ヶ浦固有の遺伝子が存在するとしている。そして、霞ヶ浦では近年生育環境が悪化し、非常に高い絶滅の危機に瀕しているとの意見がある一方で、周辺の水路での自生が報告されている。局所個体群が急激に減少しはじめた1996年から2000年と2004年以降は、霞ヶ浦の水位が高く維持されるようになった年であり、何らかの関連性があると考えられているとする意見もある。

## 保全活動
日本では、アサザ個体群の保全や復元がNPOと行政の協働によって霞ヶ浦や北浦で行われてきた。兵庫県の天満大池、福島県の猪苗代湖などでも保全活動が行われている。霞ヶ浦ではアサザ群落の急激な減少を受けて、霞ヶ浦の湖岸植生帯の保全に係る検討会（2000年より5回開催）が開催され、公開の場での議論を経て、湖岸植生帯の保全や再生のために緊急対策が実施された経緯がある。また、この検討会では、事後モニタリング結果に基づき順応的な管理を実施し、改善していくことが提案された。緊急対策に伴い、2000年より湖の水位を上昇する管理を中止した後、アサザ群落の回復が見られた。2002年より緊急保全対策工の事後モニタリング調査が開始、物理環境、施設状況、生物状況に関するデータが毎年蓄積されている。さらに、霞ヶ浦湖岸植生帯の緊急保全対策評価検討会（2003年10月より開催、平成25年12月に第16回を開催）が開催され、知見や評価がとりまとめられている。その後、2005年から2007年頃を境に、アサザ群落は一部地域を除き、減少に転じることとなり、その原因が模索されている。
その後アサザは、絶滅の危険性が低下したとされ、2007年に環境省のレッドデータブックが改定された際に、ランクが絶滅危惧II類(VU)から準絶滅危惧(NT)に下げられた。
しかし、2018年には霞ヶ浦における群生が確認できなくなったとして、現地のNPOが自生のアサザの消滅を宣言した。